# La Dame no 13
 (novembre 2010).
 (juillet 2021).
Si vous disposez d'ouvrages ou d'articles de référence ou si vous connaissez des sites web de qualité traitant du thème abordé ici, merci de compléter l'article en donnant les références utiles à sa vérifiabilité et en les liant à la section « Notes et références ».
La Dame no 13 (La dama numero trece) est une œuvre de l'écrivain et psychiatre espagnol d’origine cubaine José Carlos Somoza, qui a été traduite de l'espagnol par Marianne Million aux éditions Babel et Par ailleurs.
C'est une œuvre particulièrement originale dans le genre du fantastique, mais le polar est également très présent ainsi que le thème de la poésie qui paraît essentiel dans le livre. Cette œuvre est une hybridation des genres et présente une écriture plutôt saccadée, violente voire « gore » où la poésie est utilisée comme une arme pouvant entraîner la mort à qui osera défier les 13 dames, sorcières, détenant ce pouvoir merveilleux et horrible à la fois.
« Lasciate ogni speranza voi ch’entrate. » : Laissez toute espérance vous qui entrez. Ce vers italien, tiré du livre et inspiré de Dante est en quelque sorte « l'hymne » de l'œuvre et son résumé d'ensemble.
Le début de La Dame no 13  place directement le lecteur dans une ambiance lourde et inquiétante. La présentation du texte semble déconcertante, en parfait accord avec le ton de l’œuvre. En effet, l’auteur alterne la narration normale avec ce qui semble être les pensées intérieures des différents personnages du livre. Le thème du rêve très présent au début du texte, continuera d’être traité assez fréquemment dans l’œuvre, peut-être dans le but de troubler davantage le lecteur dans la compréhension de l’histoire afin qu'il ne découvre par la solution de l'intrigue.

## Résumé
Cette histoire s’ouvre sur un rêve, ou plutôt un cauchemar.
L’histoire se déroule à Madrid. Salomon Rulfo est un jeune enseignant et grand amateur de poésie « Il lisait partout et à toute heure, mais uniquement de la poésie. ». Il a arrêté son activité de professeur d’histoire de la poésie  à l’université et est tombé dans l’alcoolisme à cause de la mort brutale de sa femme,  Beatriz. Chaque nuit sans exception, il refait le même cauchemar. 
L’incompréhension et la peur le gagnent lorsqu’il aperçoit, lors d’un reportage à la télé, une maison, semblable à celle qu’il voit toutes les nuits dans ses rêves et dont il ne connaissait pas l’existence.  Dans ce reportage, la journaliste décrit un crime, un crime inhumain. Selon l'enquête policière, un jeune homme que rien ne prédisposait à devenir un tueur se serait introduit par effraction dans la luxueuse demeure d'une ancienne riche chanteuse d'opéra et l'aurait sauvagement assassinée ainsi que ses domestiques, se livrant à des actes de torture horribles sur ses différentes victimes, innocentes. L'enquête semble étrange étant donné la parfaite banalité du jeune tueur, sans antécédents juridiques. 
Perturbé par cette histoire, le héros décide de se confier à son médecin, Ballesteros qui l’aidera par la suite à découvrir le sens caché de ses rêves dont la cause serait certainement restée inconnue s'il n'avait pas décidé de se rendre lui-même sur les lieux du crime, vision de son cauchemar récurrent. Dans sa quête de la vérité, Rulfo rencontrera Raquel, une femme pour le moins intrigante qui fait le même rêve que lui et ne se souvient pas de sa vie passée, avant de devenir prostituée et d’être condamnée à vivre dans la vétusté la plus complète par son patron. Maltraitée et rabaissée par ses violents clients, sa rencontre (hasardeuse ?) avec le héros lui permettra de débuter, avec son jeune enfant, une nouvelle vie plus heureuse étant donné que Raquel et le héros s’aimeront de façon respectueuse et discrète.
Rulfo et Raquel découvriront l’horrible vérité des dames, au nombre de 13 mais dont on ne doit surtout pas mentionner la treizième. En effet, ayant volé un objet qui leur appartient dans la maison du crime, les deux personnages vont se retrouver au cœur d’une intrigue palpitante, semblable à une intrigue policière si ce n’est que le fantastique a une part beaucoup plus importante.  « La maison était ouverte. Rulfo ne s’expliquait pas comment car Ballesteros et lui avaient pu constater le contraire à peine une heure plus tôt, mais c’était le cas maintenant. »
Construite sur une légende ancienne, l’intrigue est surprenante car elle met en scène des femmes maléfiques, pouvant revêtir plusieurs apparences, et faisant emprise sur les poètes du monde : elles sont leurs muses et les inspirent de manière magique dans le but de leur faire écrire les plus beaux vers. Ceux-ci leur sont ensuite volés afin qu’elles puissent s’en servir comme arme de torture.
Les dames, voulant récupérer l’objet, appelé imago et dont la fonction est bien précise, vont tendre un piège à Rulfo et Raquel, menacés de mort. Ils devront trouver un moyen de contourner le piège s’ils veulent survivre car les dames, aussi surprenant que cela puisse paraître, torturent leurs ennemis en leur inscrivant des vers de poètes célèbres sur le corps ou seulement en les récitant. Ces vers s’appellent des « phylactères ». 
Qui est donc la dame No 13, et quel secret cache Raquel ? Ne se souvient-elle vraiment pas de sa vie passée ou manipule-t-elle Rulfo ? Ignorait-t-elle véritablement l’existence des dames ?

## Extraits
« Il savait qu’en haut se trouvait sa véritable victime. L’escalier débouchait sur un long couloir recouvert de moquette et décoré de bustes classiques placés sur des piédestaux. L’ombre de l’homme éclipsait les bustes au fur et à mesure qu’il passait devant eux : Homère, Virgile, Dante, Pétrarque, Shakespeare…silencieux et morts à l’intérieur de la pierre, inexpressifs comme des têtes décapitées. Il parvient au bout du couloir et traversa une antichambre révélée de façon magique par la lumière verte intense d’un aquarium posé sur un socle en bois. C’était un objet spectaculaire, mais l’homme ne s’arrêta pas pour le contempler. Il ouvrit une porte à double battant située à côté de l’aquarium et, avec une lampe électrique, convoqua les formes d’un lustre, de plusieurs fauteuils et d’un lit à baldaquin. Sur le lit, une silhouette floue. Elle se réveilla lorsqu’il tira le drap brusquement. C’était une femme jeune aux cheveux très courts, mince, presque frêle. Elle était nue, et, quand elle se redressa, le bout de ses seins menus pointa vers la lampe. La lumière aveuglait son regard bleu. Il n’y eut pas d’échange de paroles, tout juste des sons. Simplement l’homme
Non
Se jeta sur elle.
Je ne veux pas
La nuit se poursuivait au-dehors
Silence. Flux du temps.
Alors il se passe quelque chose. De façon lente mais imperceptible, la tête de la femme se met à bouger. Je ne veux pas rêver
Elle se tourne jusqu’à se retrouver sur la nuque, se redresse par secousses maladroites et s’appuie sur le cou tranché. Elle a les yeux écarquillés.
Je ne veux plus rêver
Et elle parle.
« Les dames sont treize : la No 1 Invite, la No 2 Surveille, la No 3 Punit, la No 4 Rend fou, la No 5 Passionne, la No 6 Maudit…
- La No 7 Empoisonne, récitait le vieux, tandis que l’enfant lisait sans un seul murmure, sans une seule erreur. La No 8 Conjure, la No 9 Invoque, la No 10 Exécute, la No 11 Devine, la No 12 Connaît. Il s’arrêta et sourit. Ce sont les dames. Elles sont treize, elles sont toujours treize, mais on n’en cite que douze, tu vois ? … Tu ne dois en mentionner que douze, ne te risques jamais, même en rêve, à parler de la dernière. Pauvre de toi si tu mentionnais la treize ! Tu crois que je mens ? »''
« Subitement, une douleur comme il n’en avait jamais ressenti, hérissée, cristalline, très pure, tranchante comme l’éclair, lui transperça l’estomac et le fit tomber à genoux sur le gazon, incapable même de crier
- Baudelaire, il entendit la voix lointaine de la femme. Premier vers de l’Albatros. »''